# Ännu doftar kärlek
Ännu doftar kärlek (со швед. — «Всё ещё пахнет любовью») — песня шведской певицы и автора песен Мари Фредрикссон, выпущенная в качестве сингла 15 мая 1984 года. Ранее Фредрикссон была солисткой двух коммерчески неудачных рок-групп Strul и MaMas Barn. После распада последней группы она подписала контракт со звукозаписывающим лейблом EMI Svenska как сольный исполнитель. Именно на этом лейбле «Ännu doftar kärlek» вышла в качестве ведущего сингла её дебютного студийного альбома Het vind (1984).

## История
Мари Фредрикссон является автором текста песни; музыку к песне она написала совместно с продюсером Ларсом-Йораном «Лассе» Линдбомом. Линдбом ранее продюсировал несколько альбомов поп-рок-группы Gyllene Tider. Её вокалист Пер Гессле стал соавтором би-сайда этого сингла, песни «Tag detta hjärta». В 1986 году Фредрикссон и Гессле основали поп-дуэт Roxette, который продал более 75 миллионов записей по всему миру.
Песня стала небольшим хитом в Швеции после выпуска, достигнув 18-й позиции в Sverigetopplistan и продержавшись в чарте всего неделю. Несмотря на этот ограниченный коммерческий успех, трек продолжал обретать устойчивую популярность в Швеции; его регулярно играют как на свадьбах, так и на похоронах. 8 июня 2013 года Фредрикссон исполнила песню вживую в Королевской часовне Стокгольма во время церемонии бракосочетания принцессы Мадлен Шведской и Кристофера О’Нилла.

## Список композиций
Трек 1 написан Мари Фредрикссон и Лассе Линдбомом; трек 2 написан Пером Гессле и Лассе Линдбомом.
- 7" сингл (EMI 1361457)

1. «Ännu doftar kärlek» — 3:48
2. «Tag detta hjärta» — 4:08

## Участники записи
Список представлен по данным буклета оригинального винилового сингла:
Музыканты
- Мари Фредрикссон — ведущий и бэк-вокал, соло на синтезаторе
- Per «Pelle» Andersson — ударные
- «Backa» Hans Eriksson — бас-гитара
- Jan «Nane» Kvillsäter — электрогитара
- Лассе Линдбом — акустическая гитара, инженер звукозаписи, сведение
- Hans «Hasse» Olsson — фортепиано и синтезатор

Технический персонал
- Kjell Andersson — дизайн обложки
- Calle Bengtsson — фотография
- Björn Boström — инженер звукозаписи

## Чарты
| Чарт (1984—2013)                 | Высшая позиция |
| -------------------------------- | -------------- |
| Швеция (Sverigetopplistan)       | 18             |
| Sweden Digital Songs (Billboard) | 45             |

## История релизов
Данные приводятся по книге:
| Регион | Дата        | Формат    | Лейбл | № по каталогу | Прим.                                                                                               |
| ------ | ----------- | --------- | ----- | ------------- | --------------------------------------------------------------------------------------------------- |
| Швеция | 15 мая 1984 | 7" винил  | EMI   | 1361457       | Синий винил в бумажном конверте, limited edition, точное количество изготовленных копий не известно |
| Швеция | 15 мая 1984 | 7" винил  | EMI   | 1361457       | В картонном конверте (с цельным центром)                                                            |
| Швеция | 15 мая 1984 | 7" винил  | EMI   | 1361457       | В бумажном конверте (с цельным центром)                                                             |
| Швеция | 15 мая 1984 | 7" винил  | EMI   | 1361457       | В бумажном конверте (с выдавленным центром)                                                         |
| Швеция | 15 мая 1984 | 12" винил | EMI   | PRO 4037      | Промо 12" винил в концерте звукозаписывающей компании, всего 200 экземпляров                        |

## Иные версии
«Ännu doftar kärlek» перепели несколько других исполнителей. Только в 1985 году были выпущены четыре разные версии песни; она появилась в качестве вступительного трека в альбоме Стефана Борша Sjung din sång и как заглавный трек на пластинке группы Curt Haagers Ännu doftar kärlek. Версия Хаагерса стала значительным хитом радиопередачи, войдя в пятёрку лучших в чарте Svensktoppen. Песня также появилась в альбоме Ингмара Нордстрёма Saxparty 12. Финская вокалистка Мариса выпустила «Jos Yhä Sydän Tuntee» — переведённую версию «Ännu doftar kärlek» — как двойную сторону А к своей оригинальной композиции «Tanssi Kanssani». «Jos Yhä Sydän Tuntee» позже появился в одноимённом дебютном альбоме Марисы, который в конечном итоге был выпущен в 1987 году. Эрик Линдер, полуфиналист конкурса «Sweden’s Got Talent» 2009 года, записал версии «Ännu doftar kärlek» и сингла Фредрикссон 1996 года «Tro» для своего альбома Inifrån (2009).